# Episodi di The Shield (terza stagione)
La terza stagione di The Shield è stata trasmessa negli Stati Uniti dal 9 marzo al 15 giugno 2004 su FX.
| nº | Titolo originale | Titolo italiano             | Prima TV USA   | Prima TV Italia  |
| -- | ---------------- | --------------------------- | -------------- | ---------------- |
| 1  | Playing tight    | Basso profilo               | 9 marzo 2004   | 3 febbraio 2005  |
| 2  | Blood and water  | A caccia delle armi         | 16 marzo 2004  | 10 febbraio 2005 |
| 3  | Bottom bitch     | Raid anti-prostituzione     | 23 marzo 2004  | 17 febbraio 2005 |
| 4  | Streaks and tips | La disputa                  | 30 marzo 2004  | 3 marzo 2005     |
| 5  | Mum              | Stupro                      | 6 aprile 2004  | 10 marzo 2005    |
| 6  | Posse up         | Una cassaforte pericolosa   | 13 aprile 2004 | 17 marzo 2005    |
| 7  | Safe             | Canzoni di morte            | 20 aprile 2004 | 24 marzo 2005    |
| 8  | Cracking ice     | L'ammanco                   | 27 aprile 2004 | 31 marzo 2005    |
| 9  | Slipknot         | Confessioni                 | 4 maggio 2004  | 7 aprile 2005    |
| 10 | What power is... | Il coraggio di non uccidere | 11 maggio 2004 | 14 aprile 2005   |
| 11 | Strays           | Impulsi omicidi             | 18 maggio 2004 | 21 aprile 2005   |
| 12 | Riceburner       | Missione a Koreatown        | 25 maggio 2004 | 29 aprile 2005   |
| 13 | Fire in the hole | Nel mirino degli armeni     | 1º giugno 2004 | 6 maggio 2005    |
| 14 | All in           | Soldi bruciati              | 8 giugno 2004  | 13 maggio 2005   |
| 15 | On tilt          | Fine dell'amicizia          | 15 giugno 2004 | 20 maggio 2005   |

## Basso profilo
- Titolo originale: Playing tight
- Diretto da: Clark Johnson
- Scritto da: Shawn Ryan e Kurt Sutter

### Trama
"Se stiamo alle regole, gli affari interni non infileranno il naso dove non devono."
Mentre la squadra predica "basso profilo e solita routine" per non dare nell'occhio, Vic tenta di fermare un furto di armi militari, scatenando però una guerra tra bande rivali, i Biz Lats e i One-Niner. Riesce a impadronirsi delle armi dei One Niner, grazie ai suoi rapporti con Kern, ma vuole mettere in trappola i Biz Lats fingendo di essere interessato a un acquisto. Aceveda decide di rimanere al suo posto di capitano, suscitando la reazione stizzita di Claudette di cui sfrutta altresì, a tradimento, una brillante idea per migliorare il rendimento del distretto. Corinne si sente pronta per ritornare a lavorare come infermiera, confortata anche dai progressi di Matthew. Julien decide di vendicarsi delle bastonate subite dai suoi ex colleghi aggredendo violentemente Ray Carlson. Aceveda contatta Danny per inserirla in un'unità speciale, Shane pensa di acquistare una Lexus usata per la sua nuova compagna Mara, agente immobiliare. Dutch si occupa del caso di due armeni trovati morti con i piedi mozzati. Mentre fa una serie di ipotesi apparentemente fantasiose, un armeno (Armin) si costituisce e si dice disposto a denunciare l'assassino, in cambio di protezione. Dutch scopre che i due armeni probabilmente erano coinvolti nella rapina al "treno dei soldi" e viene a sapere, da un agente del Tesoro, che alcune banconote del giro di tangenti della mafia armena sono state segnate e possono essere identificate.

## A caccia delle armi
- Titolo originale: Blood and water
- Diretto da: Clark Johnson
- Scritto da: Kim Clements e Charles H. Eglee

### Trama
"Tu coordinerai sia la squadra d'assalto che la nuova squadra civetta: vedila come una promozione."
Vic prende contatti con Garza, capo dei Biz Lats per l'acquisto delle armi, ma viene messo sotto scacco, con l'intera sua squadra, dagli uomini di Garza. Il boss in questo modo si tiene le armi e si prende anche i 100.000 dollari. L'incidente manda su tutte le furie Shane, che non nasconde il suo nervosismo a Vic, con cui i rapporti si fanno piuttosto tesi. Vic decide di servirsi di Diagur, braccio destro di Garza, per tendergli una trappola. Garza, sospettato anche dell'omicidio di due uomini su cui stanno indagando Dutch e Claudette, viene arrestato. Vic, grazie alla collaborazione di Diagur, scopre dove sono nascoste le armi che poi vengono gettate al largo nell'oceano e recupera la borsa dei soldi (parte dei quali, circa 20.000 dollari, però già spesi dai Biz Lats). Aceveda propone a Claudette il coordinamento della squadra d'assalto e della squadra civetta. Dopo un iniziale rifiuto Claudette accetta e comunica, di persona e con soddisfazione, a Vic la notizia. Danny è pronta a rientrare in squadra e vorrebbe nuovamente affiancarsi a Julien, che, però, per il momento, preferisce che le cose restino invariate. Corinne consegna a Vic i suoi turni di lavoro al pronto soccorso. Mara fa presente con fermezza a Vic che non condivide il suo atteggiamento verso Shane.

## Raid anti-prostituzione
- Titolo originale: Bottom bitch
- Diretto da: Scott Brazil
- Scritto da: Scott Rosenbaum e Adam Fierro

### Trama
"Portiamo avanti un principio qui: l'opinione pubblica deve vedere che non cediamo a ricatti e che non ci facciamo intimorire."
Il primo incarico della squadra d'assalto, coordinata con la nuova squadra civetta, sotto la direzione di Claudette, è un raid anti-prostituzione. Dopo la prima retata, Vic viene avvicinato da Farrah, una prostituta amica di Connie che lo convince a usarla come esca per incastrare Puffo, il protettore di Farrah per cui lei nutre un odio profondo. Nella retata viene arrestato anche Sanchez, un soprintendente agli studi. David fa di tutto per scagionarlo, dietro pressione di Machado, ma quando si rende conto, complice Claudette, che proteggerlo significherebbe compromettere la facciata di onestà che ha costruito per il suo distretto, lascia che Sanchez venga arrestato, tirandosi fuori da un possibile scandalo. Dutch indaga su uno stupro ai danni di una donna di 78 anni. Shane ha un'accesa discussione con Mara in merito alla loro convivenza: la donna gli rivela di essere incinta. Shane le propone di sposarlo. Danny smaschera un delinquente che simulava rapine per chiedere il risarcimento. Vic va a trovare la famiglia a cui è stato affidato Brian, il figlio di Connie.

## La disputa
- Titolo originale: Streaks and tips
- Diretto da: Scott Brazil
- Scritto da: Glen Mazzara

### Trama
"Voi come la vedete una scommessa tra colleghi? I primi che prendono l'assassino vincono."
Al distretto si festeggia la notizia delle nozze di Shane, i cui rapporti con Tavon, all'interno della squadra d'assalto, si fanno però sempre più tesi, tanto che Tavon chiede a Vic il trasferimento. Vic gli dice che punta molto su di lui e lo invita a cercare un compromesso con il collega che, con ogni probabilità, soffre nei suoi confronti di un complesso di inferiorità. Tavon si presenta a casa di Shane per chiarirsi, ma il confronto degenera in una violentissima rissa. Di rientro a casa, Tavon, completamente stordito, si scontra con un'auto parcheggiata e, a seguito del duro impatto, viene scaraventato sulla strada fuori dal vetro anteriore del suo furgone. La squadra d'assalto sfida la squadra civetta nella ricerca di un assassino che ha fatto una strage nei pressi di un banco dei pegni: chi perde la scommessa dovrà sfilare nudo davanti ai colleghi in distretto. Dutch indaga su un caso di avvelenamento da tallio, concentrando i suoi sospetti sul fratello della vittima, che però assume un atteggiamento provocatorio e sfacciato verso il detective, riportando alla luce vecchi fantasmi sulla sua autostima. Aceveda invita un giornalista del "Daily News" a seguire le indagini al distretto per poi scrivere un articolo per l'inserto settimanale del quotidiano. Claudette non condivide la sua scelta. Danny si presenta a casa di Julien, mentre questi litiga furiosamente con la moglie Vanessa: la polizia ha ricevuto una chiamata per schiamazzi. È stato il figlio di Vanessa, spaventato, a telefonare. Aceveda, preoccupato per il comportamento aggressivo di Julien degli ultimi tempi, lo rimette in coppia con Danny. Julien decide di sentire un dottore per capire le ragioni per cui non riesce ad avere rapporti con la moglie, desiderosa di avere un figlio da lui. Cassidy scompare da casa e Vic accusa Corinne di trascurare i figli per il lavoro al pronto soccorso.

## Stupro
- Titolo originale: Mum
- Diretto da: Nick Gomez
- Scritto da: Shawn Ryan e Kurt Sutter

### Trama
"Sono un detective, non un giardiniere. Usa la squadra civetta per rastrellare!"
Le condizioni di Tavon, dopo l'incidente, sono particolarmente gravi e l'agente rischia di riportare danni neurologici permanenti. Vic chiede a Shane se il collega è stato da lui. Shane inizialmente nega, raccontando di essersi picchiato con un uomo in un bar, quindi, messo alle strette, ammette di avere litigato furiosamente con Tavon, tralasciando però il fatto che è stata Mara a colpire alla testa Tavon con un ferro da stiro. Vic comunque intuisce il coinvolgimento di Mara. La squadra d'assalto riceve da Claudette l'incarico di rastrellare il MacArthur Park in cerca di teppisti e fannulloni. Vic accetta suo malgrado l'azione di basso profilo e scopre in questo modo un giro di consegne di droga e merce di contrabbando al penitenziario di Chino. Vengono sequestrati anche 7500 dollari, fatti poi controllare da Aceveda. Ascoltando l'interrogatorio dell'uomo arrestato, Vic viene a conoscenza del fatto che alcune banconote sequestrate agli armeni sono state segnalate ed avverte il capo dei Biz Lats per sapere se ci sono altri soldi in circolazione. Viene però preceduto da Aceveda, che cade poi vittima di un'imboscata da parte di due membri della banda dei Biz Lats. Dutch e Claudette continuano ad indagare sulle violenze sessuali ai danni di alcune anziane signore, mentre Danny e Julien tengono d'occhio un giovane sospettato di molestare la sua ex fidanzata.

## Una cassaforte pericolosa
- Titolo originale: Posse up
- Diretto da: Félix Enriquez Alcalà
- Scritto da: Kim Clements e Charles H. Eglee

### Trama
"Senza la lista tutti quei soldi è come non averli."
La squadra d'assalto cerca di scoprire quali banconote sottratte agli armeni sono state segnate, ma senza successo. L'unica possibilità è recuperare la lista che si trova nella cassaforte di Aceveda. Vic scopre che Corinne ha una relazione con Owen, l'esperto che sta seguendo Matthew per i suoi problemi di autismo e le ordina di non farlo più entrare in casa a occuparsi del figlio. L'ex moglie e il figlio di Tommy Hisk vengono barbaramente uccisi nella loro casa: Vic, con l'aiuto di Julien, cerca di individuare il colpevole, all'insaputa di Claudette e Aceveda. Danny, contraria all'operato di Vic, informa Aceveda. Claudette incarica Trish di guidare la squadra d'assalto per fermare alcuni picchiatori omofobi che aggrediscono prostituti omosessuali in strada. Dutch, su disposizione di Aveceda, deve tenere una conferenza stampa per fornire dettagli sulle indagini relative allo stupratore di anziane signore. Una sua dichiarazione pubblica sulla sospetta impotenza del criminale, lo fa uscire allo scoperto.

## Canzoni di morte
- Titolo originale: Safe
- Diretto da: Peter Horton
- Scritto da: Adam Fierro

### Trama
"Non scrivono più le canzoni d'amore di una volta."
Grazie al testo di una canzone popolare messicana che parla di delitti realmente accaduti, vengono recuperati in un campo otto cadaveri di donne in vari stadi di decomposizione. L'autopsia rivela sui corpi segni di esposizione prolungata a sostanze chimiche usate per la produzione di metanfetamina. Vic riprende il caso di una quattordicenne scomparsa sei mesi prima che potrebbe essere collegato al ritrovamento dei cadaveri. Viene interrogato l'autore delle canzoni, ma senza successo: forse la ragazzina è scappata con il suo fidanzato, poco gradito alla famiglia. La squadra d'assalto è impegnata a recuperare dalla cassaforte di Aceveda la lista delle banconote segnate dal Tesoro. Dopo un paio di tentativi falliti, l'unica possibilità appare procedere ad uno scambio di casseforti, approfittando dell'assenza del capitano e servendosi di Smitty, il fabbro complice e amico di Vic. Danny e Julien sono alle prese con l'inventario annuale e cercano un portatile del dipartimento, preso in prestito da Dutch. Mara assilla Shane perché lo vorrebbe più vicino a lei, a casa. Aceveda, ancora sotto shock, aggredisce un sospettato durante un interrogatorio. Vic si impossessa del nastro in cui è registrato l'episodio e poi lo consegna ad Aceveda per ricambiare il favore fattogli dal capitano quando lasciò il servizio per cercare l'assassino dei familiari di Tommy. Aceveda confessa al cugino Rigoberto la violenza subita e la forte difficoltà che da allora incontra nel mantenere il controllo delle proprie azioni.

## L'ammanco
- Titolo originale: Cracking ice
- Diretto da: Guy Ferland
- Scritto da: Charles H. Eglee e Diego Gutiérrez

### Trama
"L'importante è sapere dove sono stati spesi i soldi segnati prima che ci arrivi il tesoro!"
Ronnie constata che mancano 7000 dollari dal bottino rubato agli armeni. Nessuno dei membri della squadra ammette la sua responsabilità ma i sospetti si concentrano ben presto su Shane, tra l'altro impegnato ad acquistare da un ricettatore un prezioso anello di fidanzamento per Mara, sempre più nervosa ed insofferente. La squadra civetta lavora sotto copertura per smascherare un giro di omicidi su commissione. Per colpa di una negligenza di Claudette, Trish corre un grave pericolo durante l'operazione. Danny aiuta Dutch nelle indagini sullo stupratore seriale di donne anziane. Quando si rende conto che nessuno all'ovile può aiutarlo a tornare al lavoro e sentendosi abbandonato da Aceveda, Tommy decide di farla finita. Vic si concede un'avventura con l'affascinante Lauren, ma il ragazzo di lei, venuto a saperlo, lo obbliga a troncare subito l'eventuale relazione.

## Confessioni
- Titolo originale: Slipknot
- Diretto da: Michael Chiklis
- Scritto da: Kurt Sutter

### Trama
"Sei tu il capo, non devi giustificare le tue scelte!"
Corinne è aggredita al pronto soccorso da un tossico che poi viene rintracciato da Danny e Julien. L'omicidio di un ragazzo di colore che dava fastidio a diverse bande perché copriva i graffiti con i suoi murales e quello di un sacerdote ucciso con cinque coltellate in chiesa, fanno pensare inizialmente ad un regolamento di conti tra bande. Vic chiede a Lem e Ronnie se hanno preso i soldi che mancano, ma è Shane ad avere l'amara sorpresa. La responsabile del furto è Mara. Non ha però il coraggio di dirlo a Vic. Aurora va all'ovile a parlare con David perché il marito non risponde mai alle sue telefonate e David le confessa l'abuso subito. Vic e Walon collaborano per fare in modo che la squadra civetta, ormai del tutto insofferente verso Claudette, lasci l'ovile. Dopo il trasferimento della squadra civetta alla centrale sud, Vic e i suoi uomini possono riprendere il loro lavoro per le strade, impegnati nell'attività anti-gang. Claudette, esautorata dal suo incarico di responsabile della squadra d'assalto, riprende i suoi regolari turni da detective. David inizia a dare la caccia al suo aggressore.
Esordio alla regia di Michael Chiklis.

## Il coraggio di non uccidere
- Titolo originale: What power is...
- Diretto da: Dean White
- Scritto da: Kim Clements

### Trama
"Sono costantemente ispirato dal coraggio che dimostrano gli uomini e le donne che ho al mio comando! Io cerco solo di essere alla loro altezza."
Aceveda, nel pedinare il suo aggressore Juan Lozano, sventa una rapina ad un negozio. Uccide un complice di Juan a cui sottrae il cellulare contenente la foto scattatagli durante l'abuso subito e ne ferisce un altro. Poi mobilita l'intero distretto per trovare Juan. Vic è preoccupato dall'insistenza con cui Aceveda vuole catturare Lozano e teme che, interrogando l'uomo, possa risalire ai soldi rubati. Mobilita allora Diagur dei Biz Lats affinché risolva la pratica Lozano, ma Aceveda lo precede. Shane confessa ai membri della squadra che i soldi mancanti sono stati presi da Mara, ora ricattata dalla madre a cui ha già concesso un prestito. Vic individua un pluripregiudicato senza rapporti con le gang come capro espiatorio a cui attribuire la rapina al treno armeno. A scuola Vic e Corinne constatano i progressi di Matthew. Corinne ritiene che il lavoro fatto dal terapista Owen con cui ha una relazione sia straordinario, ma consapevole che la situazione può creare disagio a Vic, accetta, suo malgrado, di cambiare terapista. Danny e Julien indagano su un bimbo di pochi mesi abbandonato dalla baby sitter ad un distributore di benzina. L'episodio viene visto da Julien come un segno divino della sua futura paternità. Dutch e Claudette tornano sul caso dello stupratore di donne anziane ed arrivano ad un'inattesa svolta.

## Impulsi omicidi
- Titolo originale: Strays
- Diretto da: David Mamet
- Scritto da: Glen Mazzara

### Trama
"Per neutralizzare il polipo, risali i tentacoli e arriverai all'inchiostro."
Dutch interroga William Faulks, il sospetto in stato di fermo per gli stupri delle anziane. L'uomo confessa, con estrema calma, ogni crimine ma chiede a Dutch di aiutarlo a capire il perché del suo agire. Il confronto, ancora una volta, mette in crisi Dutch rivelando le sue insicurezze e spingendolo a scoprire di persona cosa si prova a uccidere. Vic, con il consenso di Aceveda, chiede la collaborazione di Danny affinché si infiltri sotto copertura per smascherare un imponente giro criminale. La squadra scopre così una banda che spaccia farmaci illegalmente e seguendo quella pista incappa in qualcosa di ancora più grosso: un giro di riciclaggio di denaro sporco, gestito da un'autofficina. Quando arrestano il padrone della ditta, lui promette di fare nomi di criminali, biscazzieri e persino politici. Claudette sta addosso con insistenza a Julien, perché non vuole che diventi un altro agente che si lascia scivolare i casi addosso. Matthew, privato dell'assistenza di Owen ed in attesa di un nuovo terapista, picchia un bimbo a scuola, come era già successo in passato. Corinne teme che anche la figlia più piccola sia autistica. Vic ha un duro confronto con Mara e la invita a non intromettersi più nelle faccende della squadra. Shane si sente sempre più estromesso da Vic e chiede a Mara di partire con lui per Las Vegas per sposarsi.

## Missione a Koreatown
- Titolo originale: Riceburner
- Diretto da: Scott Brazil
- Scritto da: Adam Fierro e Scott Rosenbaum

### Trama
"La conosci la mentalità coreana: non fidarti della polizia, fidati della tua gente."
La squadra d'assalto è impegnata in una delicata missione a Koreatown per arrestare un pericoloso criminale, già responsabile di diversi omicidi e che, durante una fuga, ha sparato a due bambini uccidendone uno. L'operazione è resa ancora più difficile dalla scarsa collaborazione e manifesta ostilità della gente del quartiere e dal doppio gioco dell'amico coreano cui Aceveda si è rivolto per avere informazioni utili. Dutch e Claudette indagano su alcune rapine. Scoprono che sono state commesse da una donna disperata che voleva procurarsi i soldi per sfuggire da un marito violento. Danny e Julien, in cerca di due sedie del valore di 5000 dollari l'una, si fanno aiutare da un ricettatore che non perde occasione per corteggiare, senza successo, Danny. Vic e Corinne si muovono per trovare un nuovo terapista che segua anche Megan. Viene fermato Neil O'Brien, l'uomo in possesso delle banconote segnate, sottratte agli armeni, ed usato come copertura dalla squadra d'assalto. Vic chiede ai colleghi della squadra di poter utilizzare parte dei soldi per le cure dei figli, ma ottiene una risposta negativa. Claudette sembra ritrovare la serenità sentimentale accanto a James.

## Nel mirino degli armeni
- Titolo originale: Fire in the hole
- Diretto da: Guy Ferland
- Scritto da: Kurt Sutter e Charles H. Eglee

### Trama
"Possiamo fregare Dutch e l'F.B.I. ma gli armeni la sanno la verità!"
Lem va a trovare in ospedale Tavon, ancora in condizioni piuttosto critiche: Tavon ricorda però molto bene che, prima dell'incidente, aveva litigato furiosamente con Shane. Scompare Neil O'Brien e risulta evidente che una talpa al Tesoro ha informato gli armeni. Dutch, su consiglio di Aceveda, chiede aiuto a Vic per rintracciare O'Brien. La squadra d'assalto, a sua volta, si mette sulle tracce dell'uomo, con la collaborazione di Diagur, per evitare che possa saltare la copertura della rapina al treno. Claudette deve fingersi assistente sociale e collaborare di nuovo con la squadra civetta per smascherare un giro pedo-pornografico. Danny e Julien indagano su un contrabbandiere di liquori di lusso e, ancora una volta, hanno bisogno dell'indispensabile aiuto del ricettatore Taylor che continua assiduamente a corteggiare Danny. Il compagno di Lauren viene aggredito da tre teppisti: salta così un weekend romantico che Lauren aveva pianificato con Vic. Quest'ultimo chiede a Danny e Julien di verificare lo strano episodio dell'aggressione. Il clima nella squadra si fa sempre più rovente e conflittuale, anche perché Lem rinfaccia a Shane di aver pestato a sangue Tavon e sente sempre più il fiato sul collo degli armeni, convincendosi che la rapina ai loro danni sia stata un notevole sbaglio. In seguito ad un piccolo incendio nella cucina di casa, Corinne e i bimbi devono trasferirsi per qualche giorno da Vic. Corinne pensa che, data la situazione, forse sia necessario affidare Matthew a un istituto, ma Vic non è dello stesso parere e le assicura che prenderà in mano la situazione. Julien, seguendo i consigli di Claudette, prende a cuore una coppia di colore, il cui negozio è stato pesantemente danneggiato dall'auto in fuga del contrabbandiere su cui sta indagando: Claudette apprezza lo sforzo.

## Soldi bruciati
- Titolo originale: All in
- Diretto da: Stephen Kay
- Scritto da: Scott Rosenbaum

### Trama
"Senza più soldi, Aceveda e i federali non possono più toccarci!"
La talpa al tesoro viene individuata. Ha fornito agli armeni alcune indicazioni sui componenti della squadra d'assalto. Aceveda viene informato del rischio che corrono Vic e compagni. Corinne ottiene il part-time al pronto soccorso. Lem e Vic, per salvare Shane, fanno credere a Tavon, i cui ricordi sono confusi, che la sera in cui ha litigato con Shane ha anche picchiato Mara che è incinta. Ci sarebbero gravi conseguenze per la sua carriera se il dipartimento dovesse venirlo a scoprire. Tavon rimane sinceramente sconvolto dalla rivelazione. Dutch e Claudette indagano su un agguato ad un'avvocatessa d'ufficio, Lisa Kensit. Scoprono che la legale è tossicodipendente, ma Dutch suggerisce a Claudette di non affannarsi troppo a scoprire da quando la donna fa uso di droghe, perché il rischio sarebbe di riaprire processi già chiusi da tempo con criminali pronti a fare ricorso e a tornare a piede libero. Claudette, però, dopo aver scoperto chi è lo spacciatore che ha sparato alla Kensit, decide di fare di testa sua, seguendo la sua coscienza. Danny e Julien fermano una sostenitrice di Aceveda che da tempo fa propaganda elettorale davanti ai supermercati disturbando la clientela. Dutch mette la pulce nell'orecchio ad Aceveda circa un possibile coinvolgimento di Vic nella rapina al treno armeno. Aceveda, indagando, scopre che Shane ha affittato un magazzino sotto falso nome e gli chiede chiarimenti. La squadra d'assalto mette sottosopra il quartiere armeno sulle tracce di Margos Dezerian, il killer assoldato per farli fuori e pronto altresì a rivitalizzare il traffico di eroina in città.

## Fine dell'amicizia
- Titolo originale: On tilt
- Diretto da: Scott Brazil
- Scritto da: Shawn Ryan e Glen Mazzara

### Trama
"Ne abbiamo passate tante insieme, ti lascio una possibilità di andartene: usala!"
Danny e Julien sono impegnati con un negoziante di fumetti che bagna ripetutamente con una canna le prostitute che battono sul marciapiede davanti al suo negozio e filma gli spacciatori di crack provocandoli. Suo obiettivo è ripulire la strada. Aceveda dispone una retata nel quartiere e pone Danny a capo dell'operazione. Vic e Corinne comunicano a Cassidy che per un po', durante la settimana, vivrà a casa del padre, mentre i due fratelli più piccoli staranno con la madre. Margos, tramite un suo uomo, propone a Vic un patto per fermare la loro guerra personale. Chiede alla squadra di scortare la loro droga verso nord in cambio del 5% sulla vendita, circa mezzo milione di dollari. In più Margos lascerà la città, garantendo la totale sicurezza a Vic e ai suoi uomini. Vic teme che sia una trappola. Lem è pronto a prendersi le ferie arretrate per poi chiedere il trasferimento, ma Vic lo convince a rimanere con loro, almeno fino a quando non avranno preso Margos. Aceveda fa incontrare Claudette con la vice procuratrice in merito al caso dell'avvocato di ufficio tossicodipendente. Claudette manifesta tutti i suoi dubbi in merito al fatto che qualche cliente dell'avvocato, date le sue condizioni, non ha avuto, con ogni probabilità, l'assistenza adeguata, ma il vice procuratore è sicura che il legale ha fatto bene il suo lavoro, per essere un difensore d'ufficio alle prime armi. Claudette non desiste e parla con una cara amica dell'avvocatessa che però non ha alcuna intenzione di collaborare con lei. Quindi recupera i fascicoli dei casi seguiti dalla donna e incontra un giovane che è stato condannato in base ad una testimonianza che, in seguito alle sue indagini, risulta non attendibile. In distretto però avverte un clima di forte ostilità nei suoi confronti e David la informa che il suo capo ha deciso che non sarà lei a dirigere il dipartimento. Vic aggredisce Dutch, dopo che Aceveda lo ha informato sui suoi dubbi circa il coinvolgimento nella rapina al treno armeno. Aceveda riferisce a Vic che il comitato per l'ordine pubblico ha consigliato di eliminare le squadre d'assalto: se Lem non sarà più del gruppo, la squadra non sarà più operativa. Vic si mette da solo sulle tracce di Margos e lo uccide. Poi cerca di convincere Lem a rimanere nel gruppo.